# Podłaszcze
Podłaszcze – wieś w Polsce położona w województwie łódzkim, w powiecie łaskim, w gminie Łask. W latach 1975–1998 miejscowość administracyjnie należała do województwa sieradzkiego.
Przez miejscowość przebiega droga wojewódzka nr 481.